# Johan von Rodenburgh
Johan von Rodenburgh, vars födelse- och dödsår är okända, var en en svensk fästningsingenjör.
von Rodenburgh var holländare och hade efter väl förvärvade insikter i matematik och fortifikation slagit sig på skeppsfart och navigation samt "fast alle Konunga Rijken och Herskaper uti Christenheeten perlustrerat och beskådat", men lämnade sedan sjön och följde först prins Fredrik Henrik av Oranien i fält samt deltog därunder i belägringen av ’s-Hertogenbosch 1629, varefter han ritade och lät trycka denna fästnings plan. Sedan gick han i rysk tjänst och blev överste ingenjör hos storfursten av Moskva och stannade där i sju år, varpå han i slutet av 1637 begav sig till Livland och erbjöd sin tjänst åt svenska kronan. Anbudet antogs, och von Rodenburgh fick till en början uppgöra dels en karta över trakten kring Dorpat och "reviren derifrån och till Pernou", dels förslag till befästning vid Nymünde, vilket senare fastställdes av regeringen, som därpå uppgjorde kontrakt med honom om skansens byggande. Dessförinnan hade emellertid den nu till Stockholm överkomne von Rodenburgh enligt order besett Jönköping, Göteborg och Älvsborg samt sedan givit sitt "sentiment" över dessa orters befästningar till känna. Han förordnades därefter 1639 till generalingenjör i Ingermanland och Livland, dit han sedan återreste och byggde Nymünde skans samt gav anvisningar om Riga stads förstärkande åt borgarna, med vilka han därvid råkade i en del stridigheter. Han uppgjorde desseiner till Rigas slott, Cobrons skans, Pernau
och Kexholm. von Rodenburgh anklagades emellertid för att ha fuskat med arbetet vid Nymünde, men for då, 1640, över till Stockholm och lyckades inte endast nedtysta saken, utan utverkade även, att han än en gång och nu tillsammans med Olof Örnehufwudh fick inspektera de svenska fästningarna. Under tiden hade generalguvernören i Livland, Bengt Oxenstierna, dock anmält, att von Rodenburgh vid Nymünde mest sökt sin egen fördel och inte följt kontraktet, men vid sin återkomst till Stockholm lyckades von Rodenburgh ånyo avvända faran. Generalguvernören befalldes dock att ha ögonen öppna för hans görande och låtande. När von Rodenburgh kom tillbaka till Livland, började han tvista med fältkvartermästaren där, Georg von Schwengeln, om företrädet, och generalguvernören hade mycket svårt att tygla de båda hetlevrade herrarna. von Rodenburgh uppgjorde emellertid förstärkningsförslag till Narva 1641 och till Nyen 1643, fick fullmakt som generalkvartermästare i Östersjöprovinserna samt adlades 1647 och kontraherade samma år om byggandet av Kirkholms skans samt utstakade vid Narva ett "hackelvärk" för ryssar på andra sidan floden, i Ivangorod. År 1650 gjorde han avmätningar av Düna-, Evst- och Embachströmmarna. År 1651 reglerade han gatorna och hamnen i Riga samt kontraherade om utförandet av förstärkningsarbetena vid Rigas slott efter Johan Wärnschiöldhs dessein. År 1653 kontraherade han och mågen ingenjör Franciskus Murrer om Riga förstads befästande. År 1654 iståndsatte han Wolmar. Han tvekade alltså inte att åtaga sig mycket arbete, men utförandet lämnade ofta mycket övrigt att önska. Nymünde, för vars fullbordande han dock av regeringen fått en guldkedja med drottningens porträtt, måste snart repareras, Kirkholms skans rasade delvis kort efter dess avlämnande som färdigbyggd, och riksmarsken Gustaf Horn skrev 1655, att de av von Rodenburgh uppförda verken "intet äro tillbörligen handterade, uthan tillika medh den kostelige tiden illa försummade wordne". von Rodenburgh var dock mycket skicklig i sitt fack, men sökte framför allt rikta sig på sina entreprenader, var grälsjuk och lätt att "digustera" samt hade en inställsam och talande tunga och visste vanligen att ställa sig väl på högre ort. År 1657 var han sehr alt, men fortfarande etwas eigensinnig. Kort därefter verkar han ha avlidit.